# قرية ليما (نيويورك)
قرية ليما (بالإنجليزية: Lima (village), New York)‏ هي قرية تقع في الولايات المتحدة في مقاطعة ليفينغستون، نيويورك. يقدر عدد سكانها بـ 2,139 نسمة ومساحتها 3.6 كم2 وترتفع عن سطح البحر 252 متر.